# Memorial (альбом)
Memorial — седьмой студийный альбом группы Moonspell, вышедший в 2006 году.

## Об альбоме
На Memorial звучание группы приблизилось к дэт-металу. Увеличилась доля гроулинга в вокале.
На песни «Finisterra» и «Luna» были сняты видеоклипы.

## Список композиций
1. «In Memoriam» — 1:25
2. «Finisterra» — 4:08
3. «Memento Mori» — 4:27
4. «Sons of Earth» — 1:51
5. «Blood Tells» — 4:08
6. «Upon the Blood of Men» — 4:55
7. «At the Image of Pain» — 4:21
8. «Sanguine» — 5:50
9. «Proliferation» — 2:39
10. «Once it was Ours!» — 4:53
11. «Mare Nostrum» — 1:56
12. «Luna» — 4:43
13. «Best Forgotten» — 14:08

## Участники записи
Члены группы
- Фернанду Рибейру — вокал
- Рикарду Аморим — гитара
- Педру Пайшан — синтезатор, гитара
- Вальдемар Сорыхта (пол. Waldemar Sorychta) — бас-гитара
- Мигел Гашпар — ударные

Сессионные музыканты
- Биргит Цахер (нем. Birgit Zacher) — сессионная вокалистка на «Luna» and «Sanguine»
- Big Boss (Root) — вокал на «At the Image of Pain»
- Раймунд Гитзельс (нем. Raimund Gitsels) — скрипка на «In Memoriam», «Memento Mori», «Sanguine» и «Once it was Ours!»